# Eriocaulon hondoense
Eriocaulon hondoense är en gräsväxtart som beskrevs av Yoshisuke Satake. Eriocaulon hondoense ingår i släktet Eriocaulon och familjen Eriocaulaceae. Inga underarter finns listade i Catalogue of Life.

## Bildgalleri

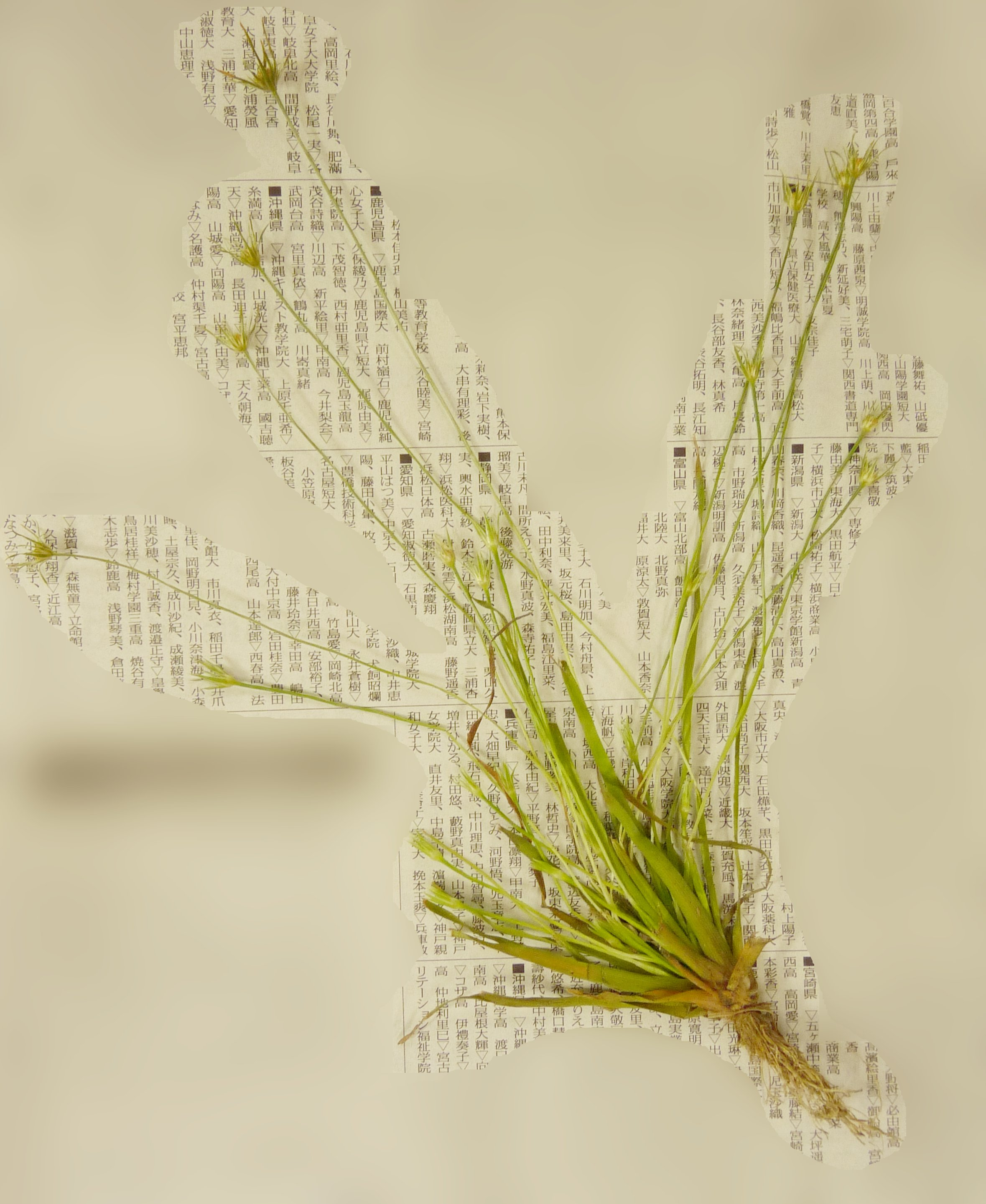